# Fenike
Fenike (albansko Foenikë ali Finiq, grško Φοινίκη) je bilo staro grško mesto v Epirju in prestolnica Haonov. To je bilo tudi mesto sklenitve sporazuma, ki je končala prvo makedonsko vojno, pa tudi eno najbogatejših mest v Epiru do rimskega osvajanja.  V zgodnjem bizantinskem obdobju je bila Fenike sedež škofije. Mesto je arheološki park v Albaniji in je na hribu nad sodobnim mestom z istim imenom, Finiq, v sodobni južni Albaniji.

## Toponim
Toponim je navsezadnje neindoevropskega izvora, tako kot vsa imena s pripono -īk v jezikih IE. V starem grškem svetu je bilo vsaj 16 toponimov, ki so delili koren Phoinik-; od Epira do Likije. V stari grščini je φοῖνιξ (feniks) morda dobil različne pomene. Vključujejo 'temno rdečo' ali 'rjavo-rdečo', kar bi se lahko nanašalo na geografske značilnosti določenih rek in gora. Kot ime se je lahko nanašalo na skupine, ki so vstopile v Egejsko morje preko južne anatolske obale. 

## Zgodovina

### Antika
Mesto je bilo politično središče Haonov, enega od treh glavnih grških plemen v starem Epiru. Od druge polovice 5. stoletja pred našim štetjem je bila postavljena akropola, ki je gostila številne javne stavbe, medtem ko so se ob koncu naslednjega stoletja utrdbe mesta razširile v okviru Pira Epirskega vodje združenega Epira, obrambne strategije. Zavetnica mesta je bila verjetno Atena Polias. Obzidje Fenike je bilo sestavljeno iz masivnih blokov debeline do 3,60 metra, pri čemer je bila glavna skrb Haonov obramba mesta pred Korkirci ali ilirskimi napadalci.  Približno leta 233 pred našim štetjem je bila umorjena kraljica Deidamija II., zadnja članica vladajoče rodbine Aeacidov, monarhija v Epiru je bila ukinjena in mesto je postalo središče zvezne vlade Epirske zveze.
Leta 231 pred našim štetjem je ilirska vojska kraljice Tevte, ki se je vrnila proti severu z napada na Peloponezu, zavzela Fenike, potem ko je mesto predala garnizon 800 galskih plačancev. Epirska zveza je poslala vojsko, da bi razbremenila mesto, vendar so bili Iliri prisiljeni umakniti svoje čete, da bi se spopadli z notranjim uporom. Tako je bilo sklenjeno premirje in Fenike in svobodno rojeni ujetniki Ilirov so bili vrnjeni v Epirote za odkupnino Med zasedbo Fenike so Iliri v mestu pobili več rimskih trgovcev, kar je na koncu pripeljalo do prve ilirske vojne. Leta 205 pred našim štetjem je bila tam podpisana mirovna pogodba med Kraljevino Makedonijo in Rimsko republiko, ki je končala prvo makedonsko vojno. Med tretjo makedonsko vojno (171 pr. n. št.–168 pr. n. št.) je bil Epir razdeljen na dve državi, pri čemer so Molosi stali na strani Makedoncev in Haoni in Tesproti na strani Rima. Slednji so imeli središče v Fenike pod vodstvom Haropsa. Po rimskem osvajanju (167 pr. n. št.) je bila regija Epir opustošena, razen pro-rimskih privržencev v Haoniji. V naslednjih stoletjih Fenike in bližnja Antigoneja nista imeli močnih sledi rimske prisotnosti.

### Srednji vek
V zgodnji bizantinski dobi je cesar Justinijan I. (vladal 527–565) zgradil utrdbe na hribu ob Feniki. V 5. in 6. stoletju je bilo mesto označeno kot sedež škofije in je gostilo številne verske stavbe, vključno s krstilnico in baziliko, na katere je vplival arhitekturni slog velikih bazilik v Nikopolisu. Fenike je bila ena glavnih naselij v Epiru Vetus skupaj z Nicopolisom, Dodono, Euroio (sodobna Janina), Andrianoupolisom (sodobni Dropull), Anhiasmosom (sodobna Saranda), Voutrotonom (sodobni Butrint), Photike (sodobna Paramytia), Krfom in Itako. Vendar pa je mesto izginilo po 6. stoletju in urbano središče območja se je preselilo v bližnji Mezopotamon.

## Izkopavanja v 20. stoletju
Formalna izkopavanja na tem območju je leta 1924 začela italijanska arheološka misija kot politično orodje za Mussolinijeve nacionalistične ambicije na vzhodu Jadrana. V letih 1924–1928 so francoski in italijanski arheologi v Feniki našli nekaj ilirskih artefaktov. V resnici je italijanska misija, ki jo je vodil fašistični prazgodovinar Luigi Ugolini, upala, da bi lahko odkrite prazgodovinske grobove pripisali Ilirom, da bi izkoristili albansko nacionalistično razpoloženje, a najdbe same niso bile osupljive. Ugolini je tudi izjavil, da so tam najdeni materiali povezani s kulturo železne dobe v južni Italiji. Ugolinijevo tezo je kasneje politično izkoristil totalitarni režim fašistične Italije.
Po letu 1928 so se izkopavanja preselila v bližnja arheološka najdišča Kalivo in Çuka e Aitoit in so se nadaljevala do leta 1943. Po vojni so se izkopavanja nadaljevala leta 1958 s strani skupne albansko-ZSSR arheološke ekipe, ki je vključevala temeljito in poglobljeno raziskavo in kartiranje. Po letu 1961, ko je prišlo do političnega razdora med Albanijo in ZSSR, so se izkopavanja nadaljevala pod albanskimi oblastmi. Celotno poročilo o teh izkopavanjih ni bilo objavljeno. Nekatere dele sta leta 1989 objavila albanska arheologa Bace in Bušati in poročala o helenističnih domicilih, rimskih hišah in drugih najdbah iz 4. stoletja pred našim štetjem do 4. stoletja našega štetja. Avtorji so našli priložnost za krepitev nacionalistične paradigme ilirsko-albanske kontinuitete s poročanjem o podobnosti teh hiš in srednjeveških albanskih. Med izkopanimi stanovanji so našli tudi "egalitarno" naravo, v skladu s filozofijo komunistične "samozavesti", ki jo je v tem obdobju spodbujala albanska država.

## Ropanje leta 2012
Junija 2012 so roparji vdrli v grobnico iz helenistične dobe, ob cesti, ki je povezovala Fenike z njenim zaledjem. Roparji naj bi uporabili težko gradbeno opremo, da so preko pobočja hriba izkopali več metrov globok jarek in pri tem raztresli kamenje grobnice. Ropanje arheoloških najdišč ostaja zelo razširjen problem v Albaniji.